# Логсдейл, Уильям
Уильям Логсдейл (нем. William Logsdail; 25 мая 1859, Линкольн — 3 сентября 1944, Noke, Оксфордшир) — британский художник. 

## Биография
Родился в 1859 году в Линкольне в семье церковнослужителя Линкольнского собора. В семье было семеро детей: у Уильяма были сестра и пятеро братьев. В детстве Уильям подрабатывал «гидом», сопровождая посетителей за чаевые на колокольню собора. В этот период он учился в средней школе Линкольна, а затем посещал художественную школу в том же городе. Там его способности были замечены: за одну из своих ученических работ Логсдейл получил золотую медаль по результатам конкурса. Более того, одна из работ Уильяма попалась на глаза авторитетному критику Джону Рёскину, который оценил её благосклонно и посоветовал юноше не бросать занятия искусством. 
После окончания Линкольнской художественной школы, Логсдейл отправился в Антверпен, где продолжил своё обучение и тоже был удостоен золотой медали. В этот период одна из его работ («Рыбный рынок», 1880) была куплена королевой Виктории для Осборн-хауса. Согласно легенде, сам Логсдейл, узнав об этом сказал: «(это приобретение) показывает хороший вкус Её Величества».
Осенью 1880 года Логсдейл отправился в Венецию, где в итоге прожил 20 лет, время от времени посещая Англию, Балканы, Египет и Ближний Восток. В этот период своей карьеры он тяготел к архитектурной и жанровой живописи. Его «Площадь Святого Марка», написанная в 1883 году и выставленная в Лондоне, была признана Королевской академией «картиной года». Он также написал около семидесяти небольших картин для Общества изящных искусств с пейзажами Французской и Итальянской Ривьеры. Семь из них были проданы герцогу Вестминстерскому. В 1893 году Логсдейл был награжден медалью за масляную живопись на Всемирной выставке в Чикаго.
Проведя два года в Таормине на Сицилии, Логсдейл и его семья вернулись в Англию и поселились в Западном Кенсингтоне. С этого времени Логсдейл писал в основном портреты: у него было много заказов и эта деятельность приносила ему весьма неплохой доход. В 1912 году художник был избран членом Королевского общества портретистов. 
В 1922 году Логсдейл с семьёй переехали в загородное поместье в Оксфордшире.
Скончался Логсдейл в 1944 году в своём поместье.

## Галерея

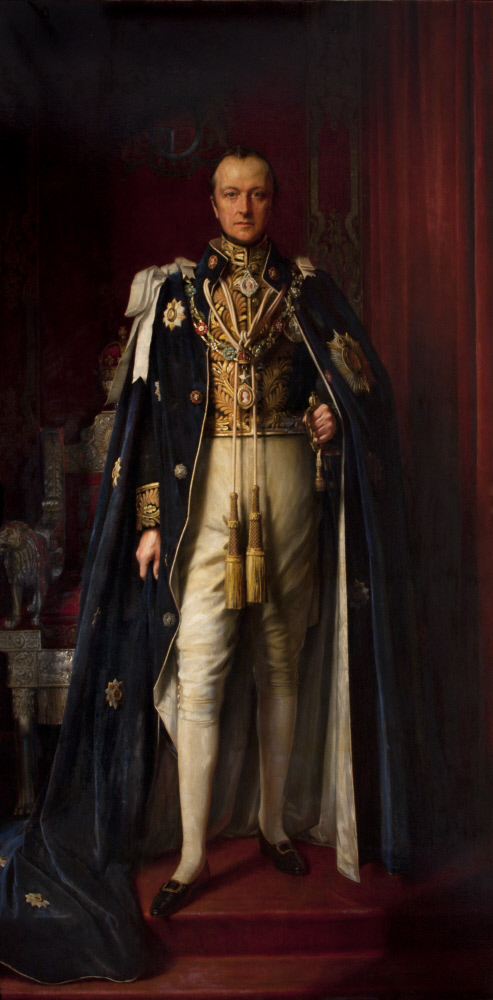
Портрет лорда Керзона
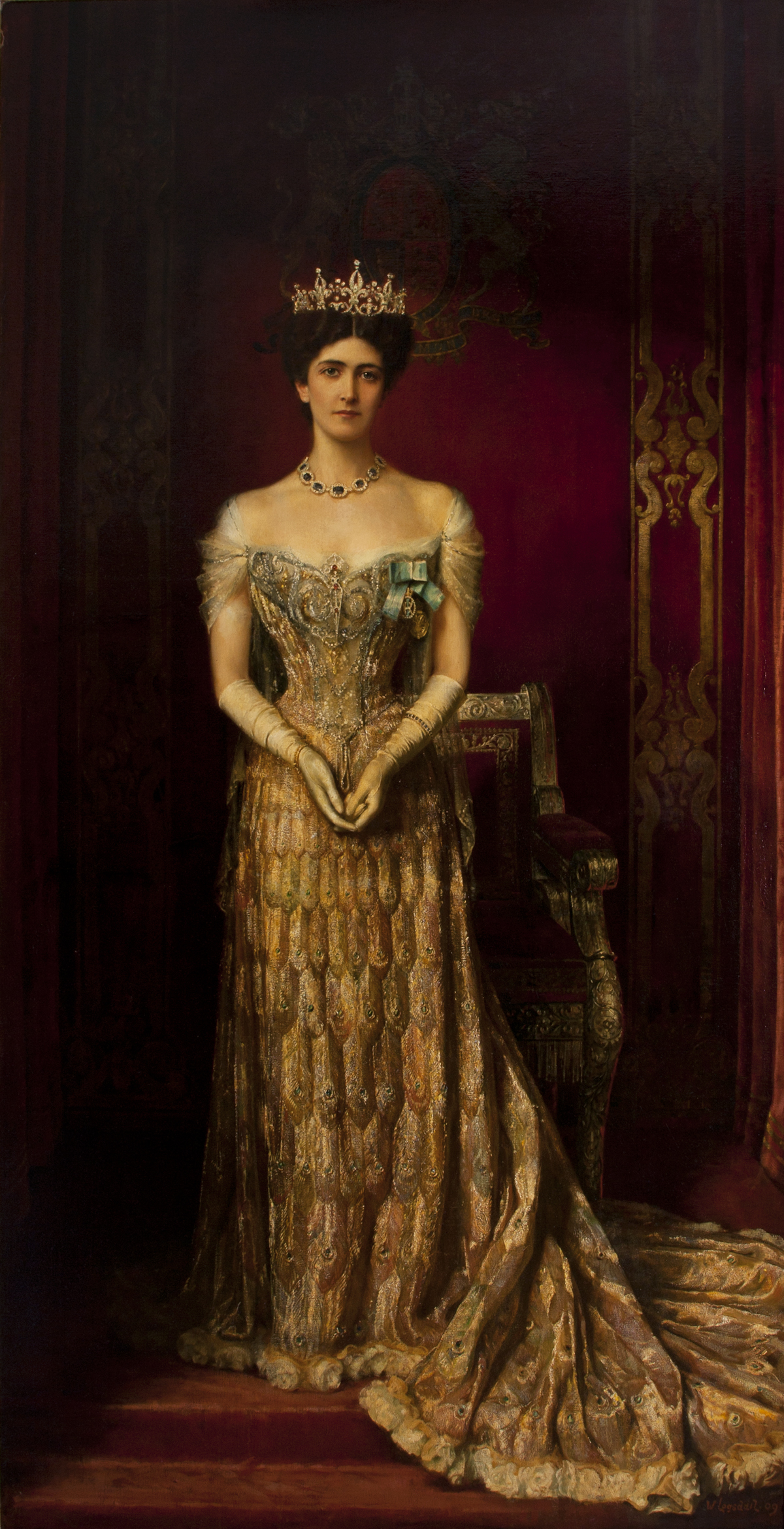
Портрет леди Керзон
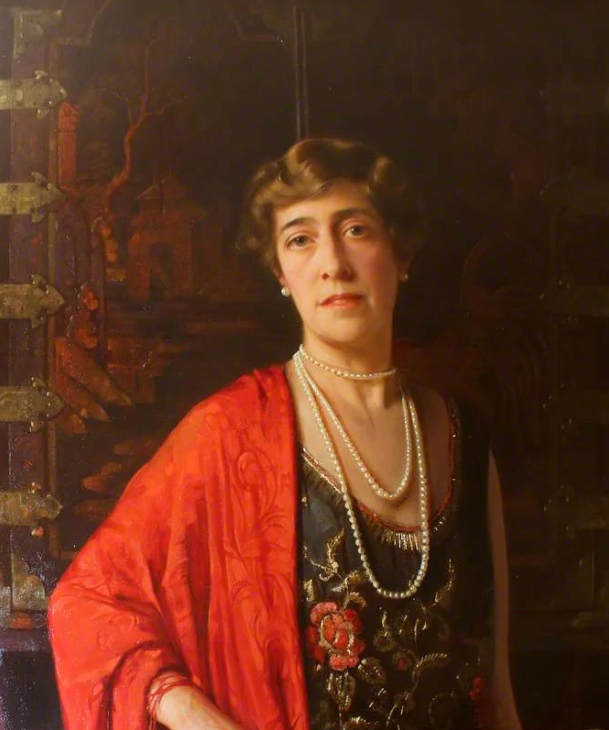
Сестра Агаты Кристи, Маргарет «Мадж» Миллер (в замужестве Уоттс; 1879—1950)
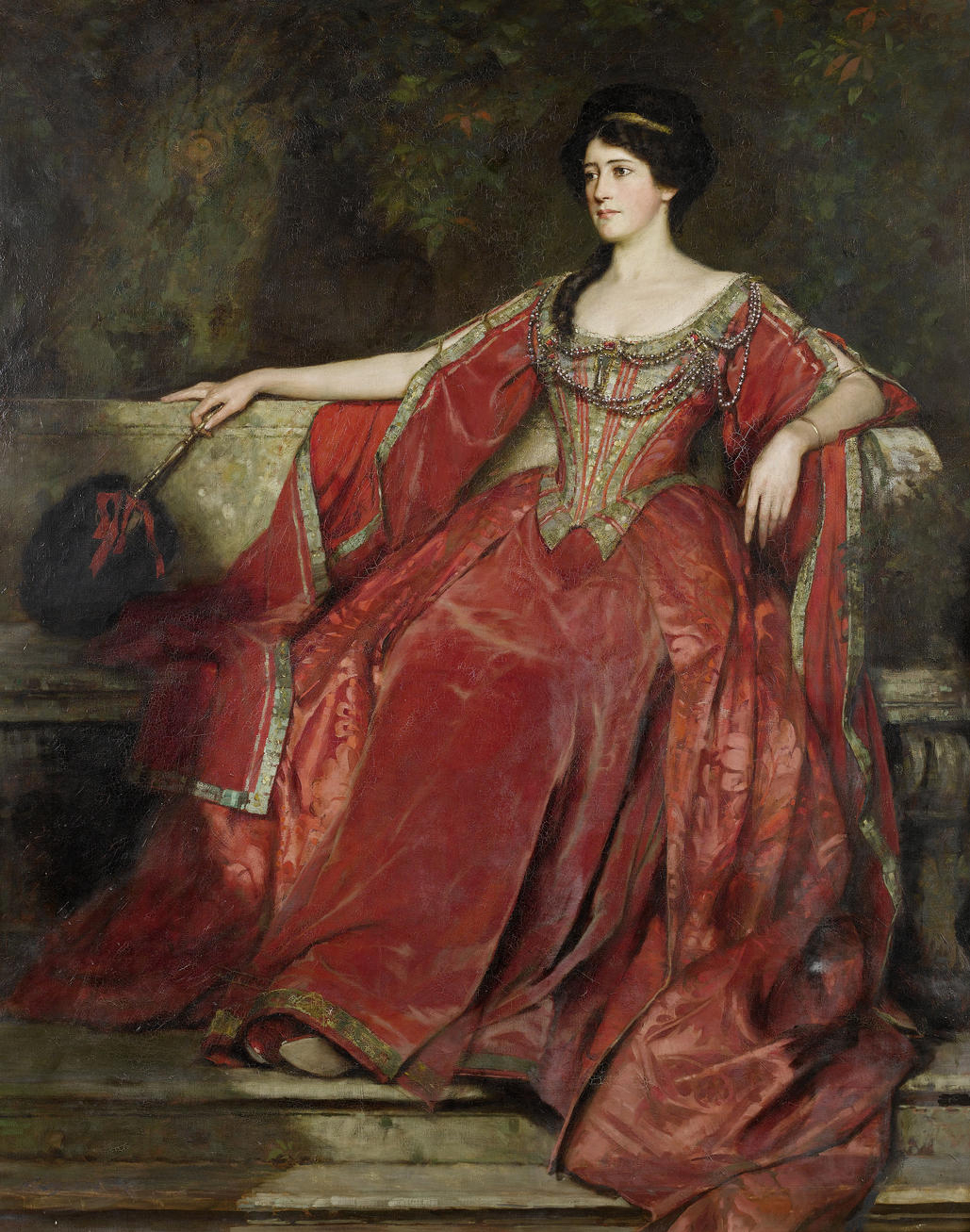
Портрет актрисы Элис Кроуфорд в роли Оливии
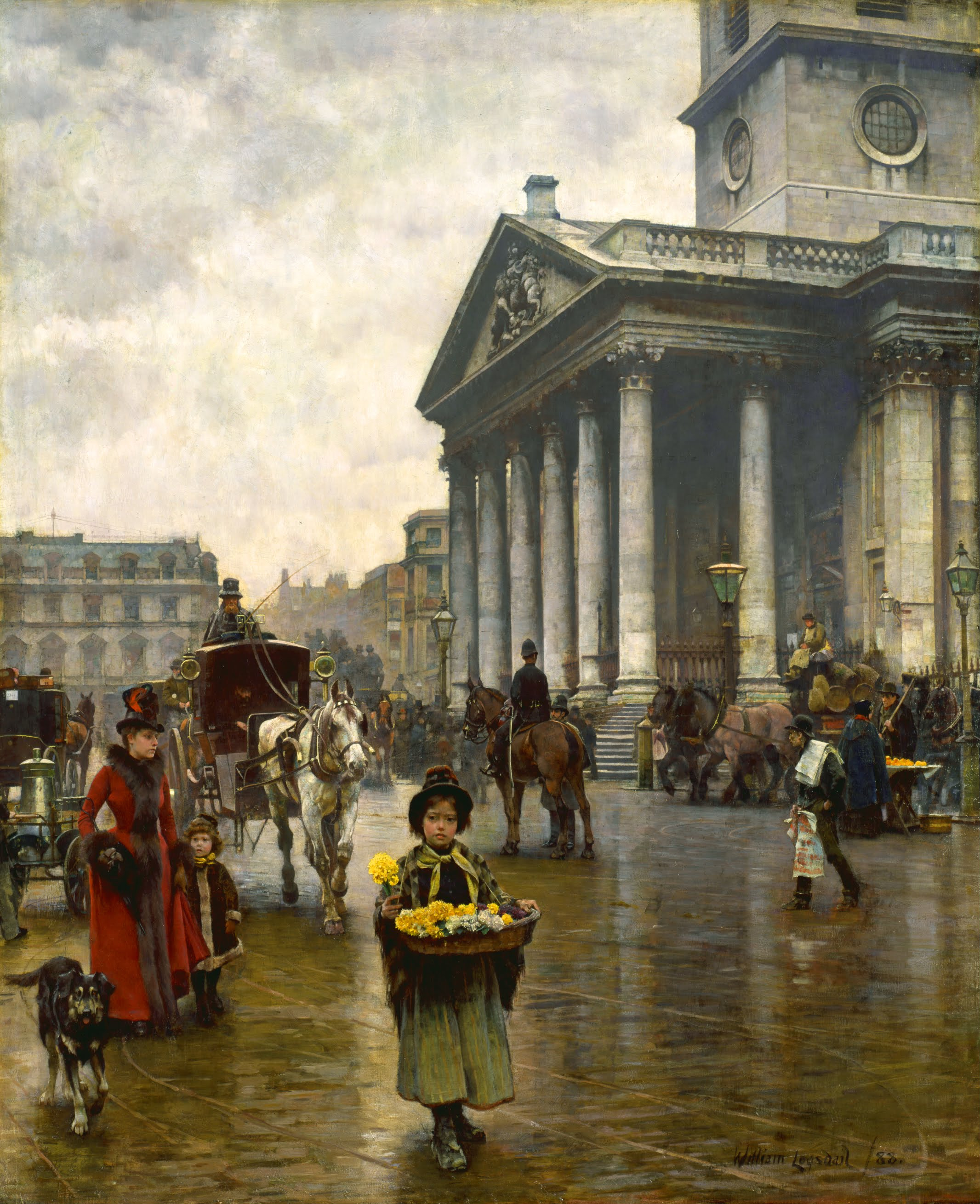
Площадь перед церковью Святого Мартина в полях, Лондон
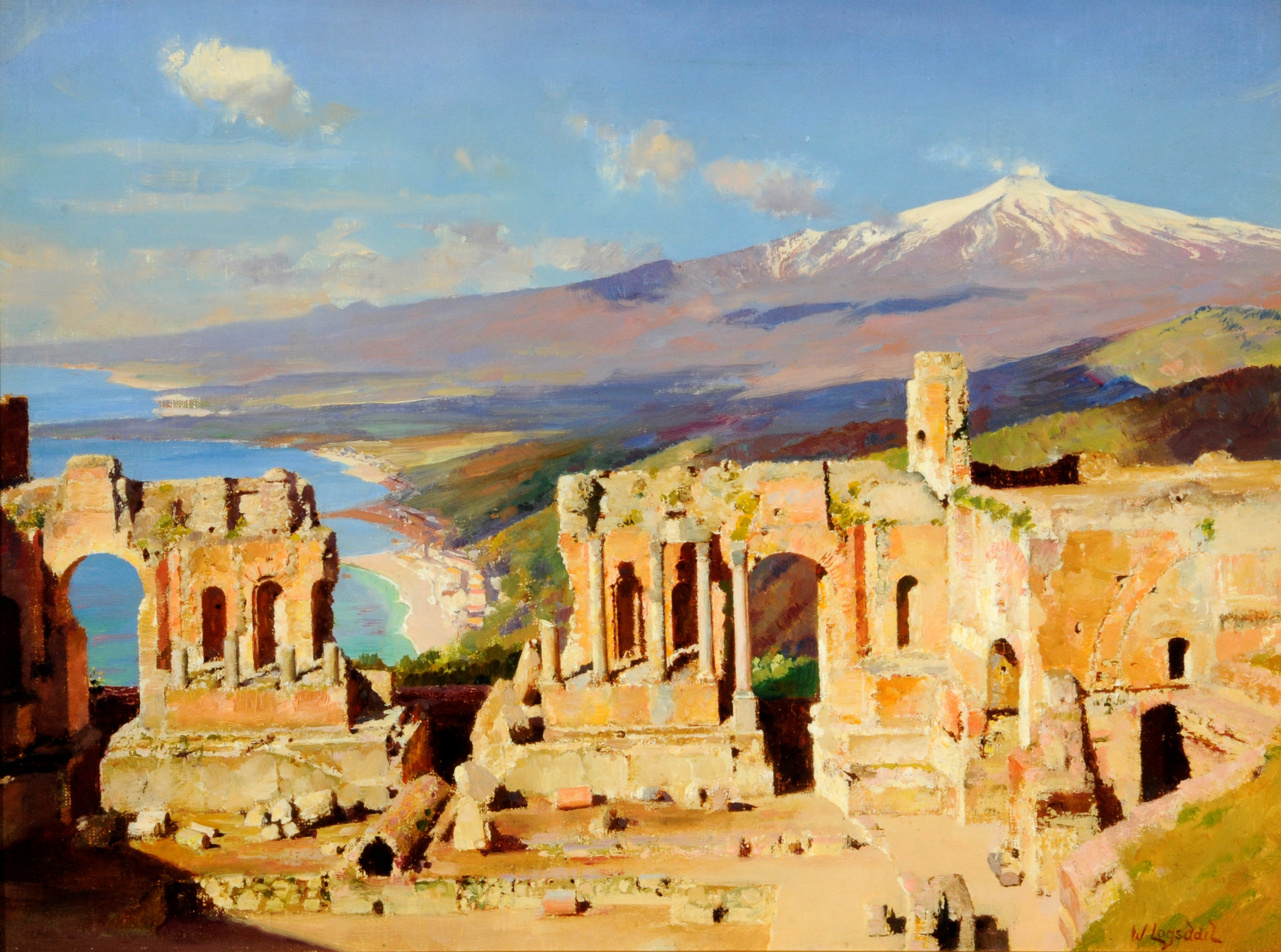
Руины античного театра в Таормине
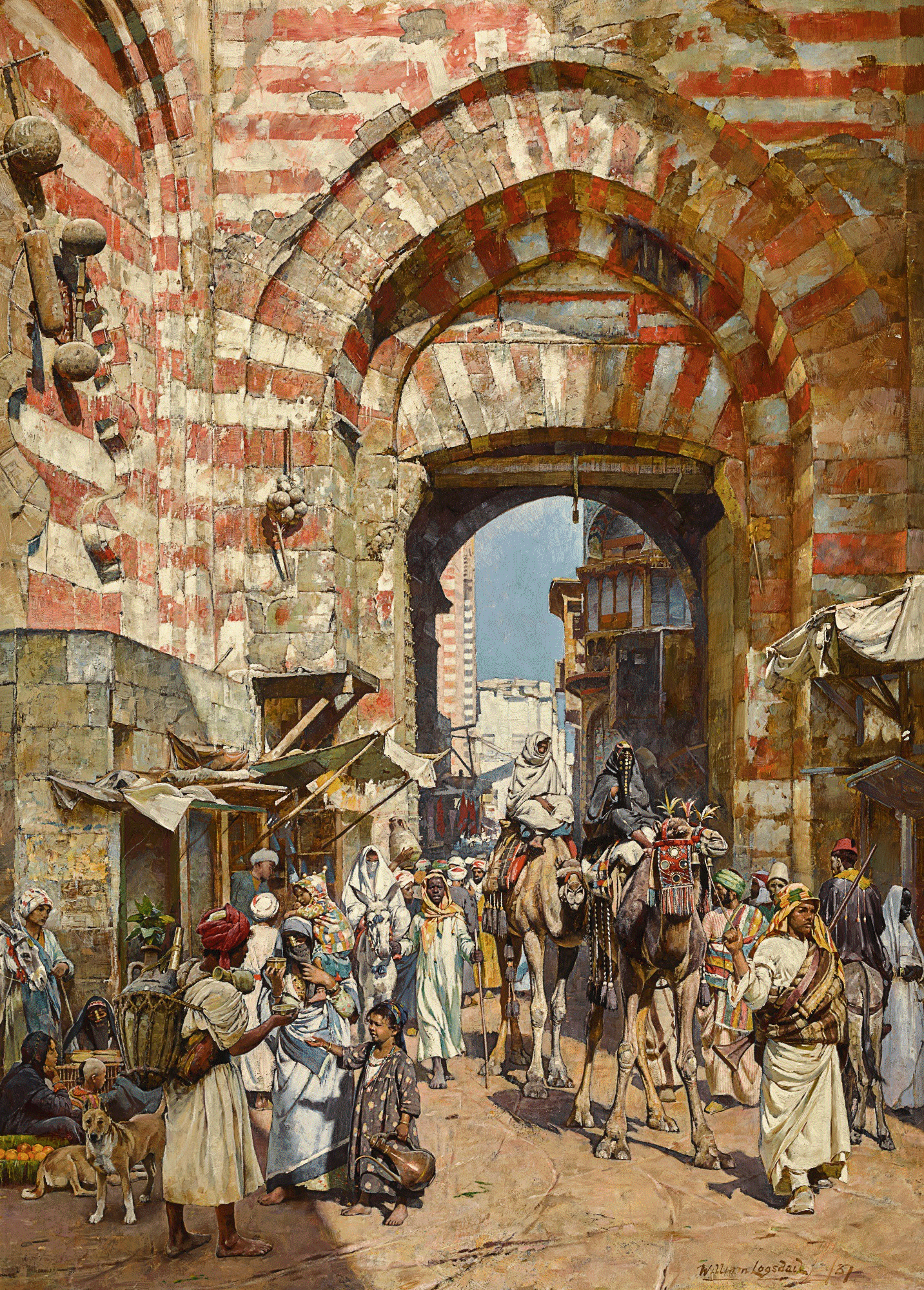
Ворота халифа
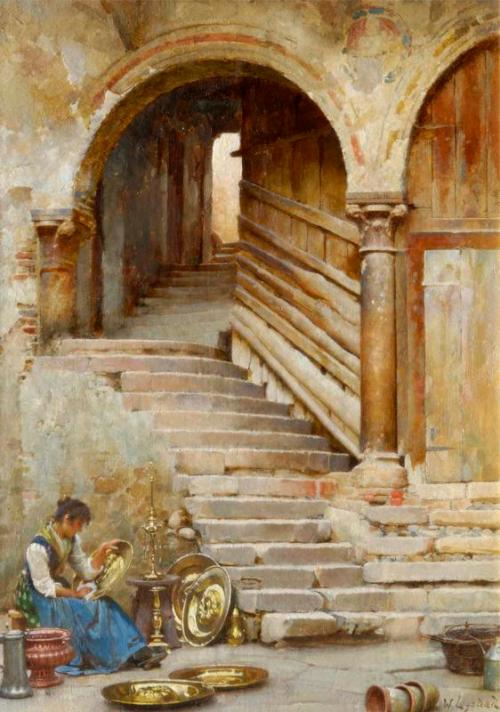
Дворик в Вероне